# Batalla de Dien Bien Phu
La batalla de Dien Bien Phu (Ðiện Biên Phủ) fou una batalla decisiva durant la Guerra d'Indoxina que tingué lloc entre el 13 de març i el 7 de maig de 1954. Va enfrontar el Cos Expedicionari Francès a l'Extrem Orient i les forces revolucionàries comunistes del Việt Minh.
Des del punt de vista francès, la batalla havia de ser l'oportunitat per acabar definitivament amb els vietnamites i destruir-los amb una potència de foc superior. L'objectiu inicial de l'operació francesa era tallar les línies de subministrament vietnamita a Laos i atraure el Viet Minh a un enfrontament per tal de paralitzar-lo. El pla implicava també l'abastiment de la posició francesa des de l'aire i es basava en la creença que el Viet Minh no tenia capacitat antiaèria. No obstant això, les forces comunistes comandades pel general Võ Nguyên Giáp envoltaren i assetjaren les tropes colonials franceses al mateix temps que duien una gran quantitat d'artilleria pesada (incloent-hi armes antiaèries) a través de terrenys muntanyosos complicats. Les forces revolucionàries vietnamites van excavar túnels a les muntanyes per col·locar-hi peces d'artilleria apuntades al campament francés.
Al març tingué lloc un bombardeig massiu d'artilleria per part del Viet Minh, tot aprofitant que el posicionament estratègic de les seues peces les feia invulnerables a les bateries franceses. També s'hi produïren combats ferotges per terra que recordaren a la guerra de trinxeres de la Primera Guerra Mundial. De vegades, els francesos repel·lien les agressions vietnamites mentre els seus subministraments i reforços arribaven per via aèria. Tot i això, una vegada els atacants aconseguiren superar certs punts clau, el perímetre defensiu es contragué i el subministrament aeri —que era la principal esperança francesa— es feu impossible. La guarnició va ser assaltada al maig i la majoria de les forces franceses es rendí, tot i que alguns d'ells s'escapoliren cap a Laos. El govern francés va dimitir i el nou primer ministre, de centreesquerra, Pierre Mendès-France, donà suport a la retirada francesa d'Indoxina.
La batalla de Bien Dien Phu va ser decisiva, ja que la guerra acabà poc després amb els acords de la Conferència de Ginebra de 1954. França acordà la retirada de les forces colonials d'indoxina mentre estipulava que el Vietnam s'hauria de dividir temporalment al Paral·lel 17° nord en dos països, un al nord, la República Democràtica del Vietnam encapçalada per Ho Chi Minh, i un altre al sud, la República del Vietnam (sota el control nominal de l'emperador Bao-Dai), tot impedint d'eixa manera que Ho Chi Minh controlés tot el territori.

## Preliminars
El 1953 els francesos estaven reforçant les seves defenses al voltant del delta del Riu Vermell, el centre del qual era Hanoi i estaven preparats per a un seguit d'ofensives contra la zona ocupada pel Vietminh al nord-oest del Vietnam. El pla era disposar d'una sèrie de fortificacions incloent Lai Chau prop de la frontera amb la Xina, Na San a l'oest de Hanoi, i Luang Prabang a l'altiplà dels Jarros, al nord de Laos.
A la primavera els vietnamites llancen una ofensiva contra Na San. Però després de forts combats, el Vietminh va ser derrotat, amb moltes baixes.
En aquest moment els francesos comencen a pensar en Dien Bien Phu. En batalles a camp obert la superioritat material francesa s'havia imposat a les guerrilles vietnamites, per la qual cosa el Vietminh evitava sistemàticament aquestes topades. Després de Na San doncs els francesos van decidir crear una base de similars característiques però amb millors defenses, per vèncer definitivament al Vietminh.
El lloc escollit va ser Dien Bien Phu. Situada al fons d'una vall ideal per la construcció d'un aeroport, estava a prop de moltes carreteres, i era un punt estratègic per la proximitat amb la Xina i Laos (aquest últim país també revoltat contra l'ocupació francesa).
L'objectiu estratègic dels francesos era tallar les comunicacions amb Laos, on la guerrilla controlava les zones muntanyoses.
Com que les carreteres estaven sota control dels francesos, els vietnamites havien de travessar el terreny muntanyós i construir les seves pròpies carreteres o bé atacar la base directament per poder tenir vies de comunicació segures. Fins llavors els francesos pensaven que els vietnamites serien incapaços de transportar armament pesant fins a la zona.

## L'Operació Castor
A finals de 1953, les dues parts es preparaven per a les negociacions de pau, i els francesos volien presentar una gran victòria per imposar les seves demandes, fet que va donar inici a l'ocupació de Dien Bien Phu.
Des del matí del 20 de novembre de 1953 els francesos van llançar en paracaigudes 9.000 homes en tres dies. Aquestes forces van construir dos aeroports i van fortificar els voltants del poble en quatre fortificacions separades. A principis de 1954 la força expedicionària era de 13.000 homes, incloent artilleria i tancs.
El Vietminh no va interferir aquests preparatius, utilitzant les seves forces per combatre els francesos en altres punts del país.

## La Batalla
El març de 1954, el general vietnamita Vo Nguyen Giap va acceptar el repte d'una batalla definitiva amb mètodes regulars, utilitzant l'exèrcit del Vietminh que ja constava de diverses divisions. La batalla va començar el 13 de març, i, davant l'estupefacció dels francesos, es va iniciar amb un atac massiu d'artilleria: al final de la primera nit 9.000 bombes havien caigut sobre les posicions franceses Beatrice ("Him Lam" pels vietnamites) i Gabrielle ("Dop Lap").
En una de les operacions de logística més impressionants i sorprenents de la història, la població civil vietnamita que ajudava a la guerrilla del Vietminh, havia desmuntat la seva artilleria peça a peça per tal de transportar-la a través del fang, la selva i les zones muntanyoses, utilitzant bicicletes o simplement arrossegant-les a mà. La tenacitat i la decisió del poble vietnamita va ser impressionants, arribant-se a produir algunes morts per esgotament durant el transcurs de l'operació.
Les dues posicions van caure, tot i les nombroses baixes dels atacants, que utilitzaven els cossos dels seus companys caiguts per superar les trinxeres i els filferrats enemics. El comandant francès que defensava la posició, superat pels esdeveniments, va optar per suïcidar-se. Els francesos van respondre amb l'enviament de més paracaigudistes, però van ser sorpresos per un foc antiaeri amb el qual no comptaven, i que també havia estat traslladat manualment al llarg de centenars de quilòmetres. El 30 de març, les forces vietnamites inicien una segona ofensiva per prendre els punts alts que defensaven l'est del sector central. Eren les defenses clau i la batalla va ser acarnissada, els turons "Eliane" ("C1" pels vietnamites) i sobretot "Eliane 2" ("A1") van passar d'un costat a l'altre en reiterades ocasions. A causa del setge total de la fortificació, el subministrament aeri era fonamental, pel que Vo Nguyen Giap se centrava en la captura dels dos aeroports. Els vietnamites van optar per un acostament a l'estil clàssic, construint quilòmetres de trinxeres sota el foc enemic i túnels subterranis; i realitzant assalts d'infanteria a costa de moltes baixes. Després de cinc dies de brutals combats, el 23 de març els vietnamites capturaven el primer aeroport, i gairebé cap avió podia aterrar a l'altre a causa del foc enemic. El dia 28 de març encara hi va aconseguir aterrar un avió, però va ser destruït només prendre terra, i poc després el Vietminh prenia el segon aeroport.
Amb tot això, els francesos havien obtingut el suport dels Estats Units d'Amèrica per intentar salvar Dien Bien Phu, però els plans de suport no van arribar a temps i no es van poder dur a la pràctica. Sense aeroports, ara els subministraments eren llançats directament en paracaigudes, però una part important d'aquests queia en zones ja controlades pel Vietminh. Els francesos sabien que la derrota era imminent, però volien conservar la posició fins a l'inici de la conferència de pau de Ginebra que s'havia d'iniciar el 26 d'abril. Durant aquesta última setmana d'abril va arribar la tempesta anual, i les trinxeres i búnkers d'uns i altres van quedar inundats i convertits en fangars intransitables.
L'1 de maig, s'iniciava la tercera fase de l'ofensiva. Els turons "Eliane 2" ("A1") i "Eliane" ("C1"), van ser presos definitivament pels vietnamites. Per terra, l'última ofensiva francesa amb l'objectiu d'auxiliar els assetjats va tenir lloc el 4 de maig, però no va resultar. La força expedicionària va ser refusada pel Vietminh quan encara li faltaven centenars de quilòmetres per arribar al seu objectiu. El 6 de maig, els francesos encara van llançar els seus últims reforços humans amb paracaigudes, però tanmateix, resultaven insuficients per suplir les baixes causades per la batalla.
El Vietminh va llançar l'atac definitiu entre el 6 i el 7 de maig de 1954 mitjançant un assalt frontal. La tarda del 7 de maig, els vietnamites s'apoderen del centre de comandament enemic, capturant tot l'estat major francès, inclòs el general Christian de Castries. Ja a la matinada del 8 de maig l'últim centre de resistència, al subsector sud, "Isabelle" ("Hong Cum") cessà el foc. La bandera vermella amb l'estel daurat del Vietminh, amb el lema "resolts a combatre, determinats a vèncer" oneja ja a tots els punts de Dien Bien Phu.

## Després de la batalla
Els presoners francesos van ser un terç del total de la guerra. La victòria va significar el final de la guerra d'Indoxina amb els acords de la Conferència de Ginebra de 1954.
Políticament, es reconeixia la independència, la unitat i la integritat territorial dels tres països de la Indoxina: Vietnam, Cambodja i Laos. A nivell militar, es reagrupaven les forces al nord i al sud del paral·lel 17, al nord la República Democràtica del Vietnam presidida per Ho Chi Minh que havia guanyat la batalla i al sud continuava el règim colonial amb Bao Dai com a emperador. Els acords també preveien reunificar les dues zones en un termini de dos anys, mitjançant unes eleccions democràtiques.
Tanmateix, els Estats Units d'Amèrica, que no havien subscrit els acords, van substituir ràpidament a França com a potència colonial, instaurant una dictadura presidida per Ngo Dinh Diem, que va refusar els acords de pau negant-se a realitzar les eleccions de reunificació i va començar a perseguir durament a tota l'oposició: comunistes, budistes i caodaistes fet que portaria, el 1958 a l'inici de la Guerra del Vietnam, i que culminaria amb la derrota militar dels nord-americans i a la reunificació del país ja sota la independència de les potències colonials.
La batalla de Dien Bien Phu va ser la primera del segle xx en què una potència colonial europea va ser derrotada per forces d'alliberament nacional mitjançant una tàctica convencional.